# Strandibalonius longipalpis
Strandibalonius longipalpis is een hooiwagen uit de familie Podoctidae. De originele naamcombinatie (protoniem) is Metibalonius longipalpis Roewer 1915. Een volgende naamrecombinatie werd gepubliceerd als Strandibalonius ongipalpis (Roewer 1915) in Kury et al. 2020. 